# Memotech MTX 500 /512
Memotech MTX 500 /512 (MTX 500 /512) је кућни рачунар, производ фирме Memotech који је почео да се израђује у Уједињеном Краљевству током 1983. године.
Користио је Zilog Z80 A као централни микропроцесор а РАМ меморија рачунара MTX 500 /512 је имала капацитет од 32 KB (MTX-500). 
Као оперативни систем кориштен је CP/M.

## Детаљни подаци
Детаљнији подаци о рачунару MTX 500 /512 су дати у табели испод.
|                       |                                                                                 |
| [ 1 ]                 |                                                                                 |
| Произвођач            |                                                                                 |
| Тип                   | кућни рачунар                                                                   |
| Меморија              | MTX-500: 32                                                                     |
| Поријекло             | Уједињено Краљевство                                                            |
| Година                | 1983                                                                            |
| Тастатура             | пуни помак тастера, 79 тастера са нумеричком тастатуром и 8 функцијских тастера |
| Процесор              |                                                                                 |
| Фреквенција процесора | 4                                                                               |
| RAM                   | MTX-500: 32                                                                     |
| ROM                   | 24 (MTX Basic)                                                                  |
| Текст                 | 32 или 40 знакова x 24 линија.                                                  |
| Графика               | 4 мода, највише : 256 x 192, 32 спрајта                                         |
| Боја                  | 16 највише                                                                      |
| Звук                  | 3 гласа + ружичасти шум / 6 октава (Texas-Instruments SN76489A)                 |
| Димензије             | 48,6 (ширина) x 20,3 (дубина) x 5,7 (висина) / 2,6                              |
| Портови               |                                                                                 |
| Оперативни систем     |                                                                                 |